# Brongniartia funiculata
Brongniartia funiculata är en ärtväxtart som beskrevs av Lyman Bradford Smith och Bernice Giduz Schubert. Brongniartia funiculata ingår i släktet Brongniartia och familjen ärtväxter. Inga underarter finns listade i Catalogue of Life.